# Marija Tolj
Marija Tolj (29 de noviembre de 1999) es una deportista de Croacia que compite en atletismo. Ganó una medalla de oro en el Campeonato Europeo de Atletismo Sub-23 de 2019, en la prueba de lanzamiento de disco.